# Superheld
Ein Superheld ist eine fiktive Figur, die meist übermenschliche Fähigkeiten oder High-Tech-Ausrüstung besitzt, mit denen sie die Menschheit beschützt und Böses bekämpft. Superhelden haben typischerweise großen Mut und einen edlen Charakter. Sie halten nicht selten ihre wahre Identität geheim, indem sie sich kostümieren und unter einem Pseudonym in Erscheinung treten. In den Geschichten sind ihre Gegenspieler Ungeheuer oder Bösewichte, sie wehren aber auch Naturkatastrophen und Aliens ab. Die ersten Superheldencomics entstanden in den USA der 1930er Jahre; als erster Superheld gilt dabei Superman.

## Eigenschaften von Superhelden

### Allgemeines

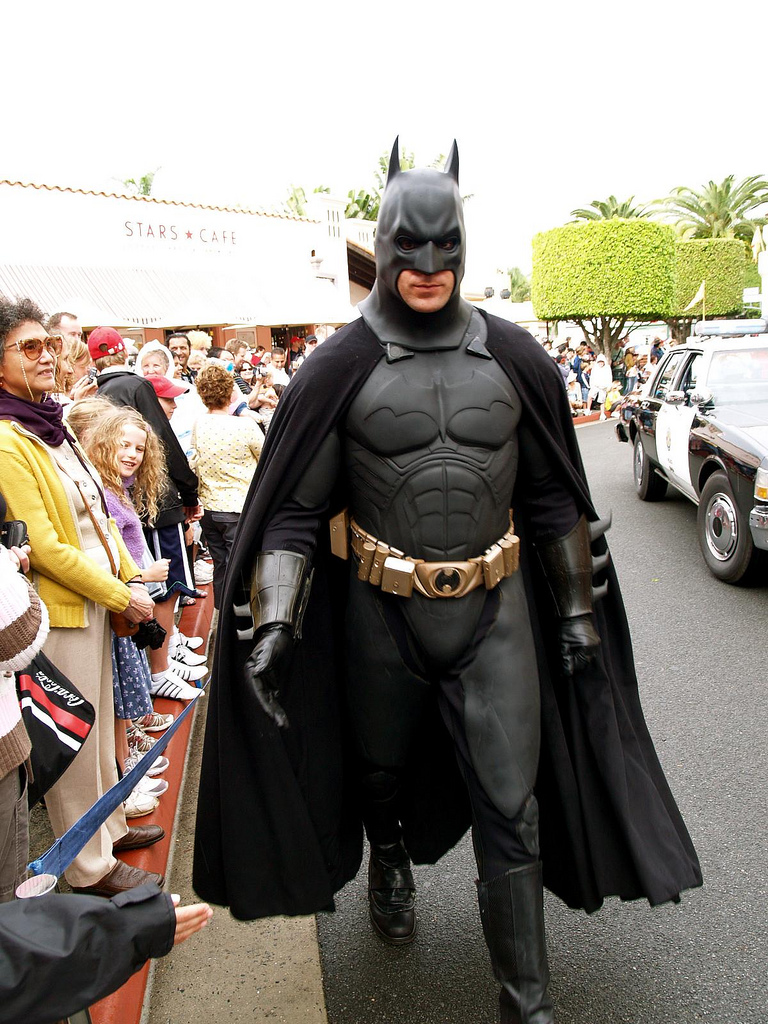
Als Batman verkleideter Statist

Die Figur des archetypischen Superhelden riskiert ihr Leben bedingungslos für Andere. Im Gegensatz zu seinen Gegenspielern pflegt ein Superheld eine hohe Moral und tötet seine Gegner nur, wenn es unvermeidlich ist. Viele Superhelden sind mit einer Herkunftsgeschichte ausgestattet, in der der Ursprung ihrer Kräfte und ihr Entschluss, für das Gute zu kämpfen, näher beleuchtet werden.
Typischerweise erhalten Superhelden ihre Kräfte durch fortschrittliche Technologie (Batman, Iron Man), eine biologische Veränderung (Spider-Man, Fantastic Four) oder einen Unfall bei einem Experiment (Hulk, The Flash).
Aber sie können ihre Kräfte auch ihrer außerirdischen Herkunft (Superman) oder Magie (Doctor Strange, Phantom Stranger) verdanken. Häufig führt der Erwerb der Superkräfte, wie beim Hulk oder auch bei Spider-Man, zu mehr oder weniger stark erkennbaren körperlichen Veränderungen. Solche übermenschlichen Fähigkeiten sind oft übermenschliche Stärke, die Fähigkeit zu fliegen, geschärfte Sinne oder die Fähigkeit, Energie in verschiedenen Formen wie Hitze, Licht oder Schall abzugeben.
Eine typische Eigenschaft von Superhelden ist eine individuelle Achillesferse, ähnlich wie die Stelle, auf die das Lindenblatt fiel (Siegfried aus der Nibelungen-Sage). So schwinden z. B. Supermans Kräfte in der Nähe von grünem Kryptonit, sodass er verwundbar wird.
Bestimmte Superhelden fallen durch dieses Raster. Anders als die klassischen Beispiele reagieren sie verantwortungslos, zeigen offen Schwächen oder begehen Fehler. So ist z. B. Wolverine auch brutal und kompromisslos, Spider-Man offenbart seine menschlichen Makel und Hulk bedroht durch seine unkontrollierbaren Verwandlungen auch Unschuldige. Andere Superhelden arbeiten hingegen nur gegen Bezahlung, wie z. B. Luke Cage und sein Partner Iron Fist. Weitere untypische Superhelden besitzen eine finstere Abstammung, wie etwa die Dämonen Hellboy, Spawn und Ghost Rider, oder es handelt sich um ehemalige Superschurken, wie Elektra, Deadpool oder Catwoman. Bei diesen Figuren wird häufig von Antihelden gesprochen.

### Kampf gegen Bösewichte
Superhelden treten fast immer gegen einen Gegenspieler an, der wie sie selbst über übermenschliche Fähigkeiten und eine besondere Identität verfügt. Meist rekrutiert sich dieser aus einem Pool an Bösewichten, die zu einer bestimmten Superheldensaga gehören. Beispielsweise Superman hat es häufig mit Lex Luthor zu tun; einer der bedeutendsten Gegner Batmans ist der Joker.

### Kostüm und Hilfsmittel
Ein Charakteristikum von Superhelden kann ein besonderes Kostüm sein. Dieses dient der Erkennbarkeit und möglicherweise auch dem Verdecken der Identität (z. B. mit einer Maske). Beispiele dafür sind Batman und Spider-Man. Häufig werden Utensilien (z. B. Batgürtel, Batmobil) im selben Design wie das Kostüm gehalten. Diese Kostüme müssen nicht immer farbig ausfallen, haben aber oft einen Wiedererkennungswert.

### Zusammenschlüsse
Viele Superhelden operieren im Alleingang, jedoch wurden im Laufe der Comic-Geschichte auch Superheldengruppen gebildet. Bekannte Beispiele sind hierbei die X-Men, Gen¹³, Die Fantastischen Vier (Fantastic Four), die Justice League of America (oft kurz JLA) und Die Rächer (Avengers).
Ebenfalls von Bedeutung sind die Begleiter von Superhelden, sogenannte Sidekicks oder engste Vertraute, die den Helden unterstützen. So hat Batman den Begleiter Robin und seinen Butler Alfred Pennyworth. Viele männliche Superhelden haben eine normal Sterbliche als feste Partnerin (Lois Lane bei Superman, Joan Randall bei Captain Future, Tarzans Jane).

## Geschichte und Entwicklung der Superhelden

### Vorläufer in Mythologie und Literatur
Schon seit der Antike gibt es Sagen von übermenschlichen Helden, wie die von Herakles oder Achilles. Der Richter Simson weist ebenfalls übermenschliche Stärke auf. Auch in anderen Mythen finden sich Figuren, die in mancher Hinsicht als Vorläufer moderner Superhelden gelten könnten, zum Beispiel Väinämöinen in der finnischen Kalevala. Ein Beispiel der direkten Übernahme eines mythischen Helden ist die Comicreihe Thor.
Die Vorläufer der modernen Superhelden sind bereits im 19. Jahrhundert anzusetzen. Sherlock Holmes und Allan Quatermain stechen als literarische Figuren mit besonderen Fähigkeiten hervor. Ebenso hatten die Groschenromane um Buffalo Bill, Zorro, Robin Hood, Tarzan oder Spring Heel Jack im angelsächsischen Raum Einfluss auf die Schöpfung der späteren Superhelden. Direkten Einfluss zeigen Figuren der Pulp Magazine, unter anderem Doc Savage und The Shadow.
Mit Famany. Der fliegende Mensch erschien 1937 in der ansonsten bürgerlich-biederen Gartenlaube der „erste deutsche Bildroman“ (so im Heft selbst). Die 13-seitige Geschichte des Trivialautors Franz Friedrich Oberhauser und des Zeichners E. G. Hildebrand über einen Menschen, der mit einem Apparat künstlicher Flügel über New York fliegt und in die Welt des Verbrechens verwickelt wird, scheint gewisse klassische Eigenschaften des Superhelden vorwegzunehmen, blieb aber ohne Fortsetzungen oder Nachahmer.

### Frühzeit der Superheldencomics („Goldenes Zeitalter“)

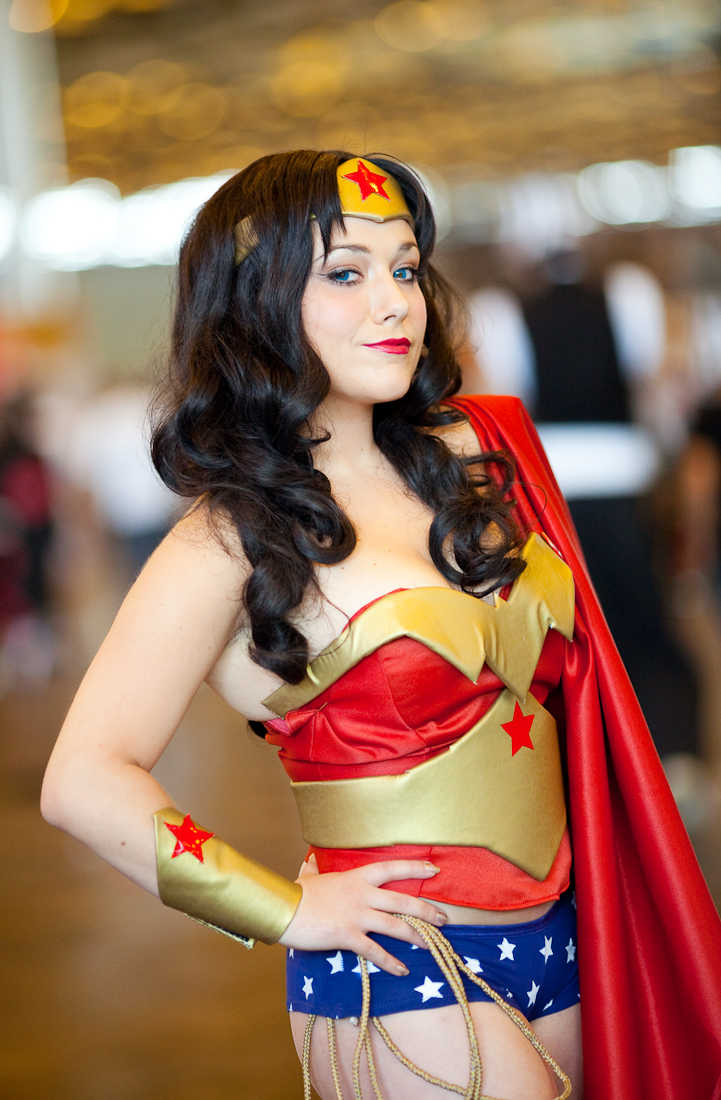
Fan im Wonder-Woman-Kostüm

1938 erschien erstmals eine Geschichte mit Superman, geschaffen von Jerry Siegel und Joe Shuster, in der Reihe Action Comics. Obwohl der kostümierte Verbrechensbekämpfer Phantom schon vor Superman in Comicstrips auftrat, wird Superman allgemein als der erste Superheld gesehen. Er zeigte bereits viele der typischen Superheldenmerkmale, nämlich Geheimidentität, übermenschliche Kräfte und Kostüm.
Die Reaktion auf Superman war sehr positiv, und DC Comics ließ in den Monaten darauf Hawkman, den Flash, Green Lantern, Batman und etwas später Robin sowie Wonder Woman, die erste Superheldin, auftreten. Obwohl DC den Superheldencomicmarkt anfänglich dominierte, kamen bald andere Verlage hinzu, neben Fawcett Comics mit Captain Marvel auch Marvel Comics (damals Atlas bzw. Timely) mit den Helden Human Torch und Sub-Mariner. Damals begann auch Will Eisner mit der Produktion seines Comics The Spirit, einer Figur mit einigen Eigenschaften eines Superhelden, der schnell viele Fans gewann. Von Quality Comics stammte die erste Parodie des Genres, Plastic Man.
Die Superhelden dieser Zeit waren typischerweise weiße, junge bis mittelalte Männer der Mittel- und Oberschicht. Während des Zweiten Weltkriegs nahm die Beliebtheit von Superheldenfiguren beim Publikum zu, trotz Rationierung von Papier und der Einberufung vieler Autoren und Zeichner. In dieser Phase erschienen Comics, in denen Superhelden die Achsenmächte bekämpfen, zudem wurden patriotische Helden wie Captain America geschaffen. Bemerkenswert ist die Anspielung vieler Kostüme auf das Sternenbanner, etwa das Aufgreifen seiner Farben oder der darauf dargestellten Sterne.
Nach dem Krieg schwand die Popularität der Superhelden. Der Sittenwächter Fredric Wertham verfasste Seduction of the Innocent, in dem er behauptete, Comics seien ein Auslöser für Jugendkriminalität. Er vertrat zudem die Ansicht, dass Superheldencomics von perversen Untertönen durchzogen seien. Auch Horrorcomics und Kriminalgeschichten wurden angegriffen. Als Antwort auf Werthams Anschuldigungen wurde der Comics Code eingeführt, der Gewalt und Sex in Superheldencomics praktisch verbot. In den frühen fünfziger Jahren waren Superhelden beinahe von der Bildfläche verschwunden, nur Geschichten der bekanntesten Figuren (Wonder Woman, Batman und Superman) wurden weiterhin verlegt. Viele Horror- und Kriminalcomics wurden eingestellt und viele kleine Verlage gingen bankrott. Zudem trat das aufkommende Fernsehen in Konkurrenz zu Comics.

### Wiederaufleben der Superheldencomics („Silbernes Zeitalter“)
1956 erschien eine neue Version des Flash bei DC Comics, die sofort ein Erfolg wurde. Daraufhin belebte das Unternehmen auch Hawkman, Green Lantern und einige andere wieder, meist mit einem moderneren, Science-Fiction-basierten Ansatz. Außerdem startete DC eine Teamserie mit den größten Stars des Verlags, die Justice League of America.
Durch den Erfolg von DC angespornt, schuf Marvels Editor und Autor Stan Lee zusammen mit Zeichnern wie Jack Kirby und Steve Ditko ebenfalls einige Superheldenserien. 1961 erschien mit den Fantastic Four die erste neue Superheldenserie von Marvel. Lee legte viel Wert auf persönliche Konflikte und Charakterentwicklung, was den perfekten Superhelden der 1940er Jahre großteils gefehlt hatte. Superhelden dieser neuen Generation waren unter anderem Thing, Spider-Man, Hulk und die X-Men.
In den späten 1960er und frühen 1970er Jahren begannen nicht-weiße Superhelden in Marvel Comics aufzutauchen. Der erste war Black Panther, König des fiktiven afrikanischen Kleinstaates Wakanda. Weitere Beispiele sind Luke Cage, ein afroamerikanischer Söldner, und Shang Chi, ein asiatischer Kampfsportler. Diese Figuren waren, trotz ihrer neuen Zielrichtung, relativ oft stereotypisch, so war Cages Sprachgebrauch an die Blaxploitation-Filme jener Zeit angelehnt und asiatische Charaktere beherrschten beinahe durchwegs Kung-Fu oder Karate.
Zu dieser Zeit begannen auch erstmals seit Wonder Woman starke weibliche Figuren in Superheldencomics aufzutauchen. In den frühen 1960er Jahren waren die Unsichtbare und Marvel Girl als schwache Frauen eingeführt worden, die hauptsächlich von den männlichen Helden gerettet wurden. In den Siebzigern wurden diese Figuren aber selbstsicherer und es tauchten neue, starke Frauenfiguren auf. Marvels Spider-Woman, Storm, Ms. Marvel und DCs Power Girl sind einige Beispiele, die letzteren beiden waren allerdings überzeichnete, radikale Feministinnen.

### Aufkommen von düsteren Themen („Bronzenes Zeitalter“)
Das unbeschwertere „Silberne Zeitalter“ fand sein Ende mit der The Amazing Spider-Man-Ausgabe „The Night Gwen Stacy Died“ aus dem Jahr 1973. In diesem Heft stirbt Gwen Stacy, eine etablierte Figur und Spider-Mans Freundin, auf tragische Weise. Dies stellte einen Wendepunkt dar, da es zuvor nicht üblich war, solch eine tragende Figur sterben zu lassen.
In den frühen Achtzigerjahren schuf Marvel Comics einige erfolgreiche Antihelden, unter anderem den Punisher, Wolverine von den X-Men und Frank Millers Neuinterpretation von Daredevil. Diese Figuren wurden von Zweifeln geplagt und waren durch eine finstere Vergangenheit traumatisiert. So wurde die Familie des Punishers von der Mafia getötet und Wolverine kämpfte ständig gegen seine tierischen Instinkte. Daredevil bekam eine neue Hintergrundgeschichte, in welcher er von seinem alkoholisierten Vater geschlagen wurde. Dieser Vorfall sowie seine harte Kindheit in Hell’s Kitchen bestimmten sein späteres Leben.
1985 entschied sich der Verlag DC dazu, im Rahmen seines 50. Geburtstages und vieler Verständnisprobleme neuer Leser, das komplette DC-Multiversum in der Maxiserie Crisis on Infinite Earths auszulöschen und ein neues Universum entstehen zu lassen. Ziel war es, bestehende Widersprüche auszulöschen und Verwirrungen über Helden gleichen Namens auf verschiedenen Parallelwelten zu beenden, da es nach der Crisis nur mehr jeweils eine Version jedes Helden gab.
In der Miniserie Watchmen (1986) fand die Umstrukturierung ihren Höhepunkt. Alan Moore und Dave Gibbons schufen eine Welt zerrissener, zurückgezogener und sogar soziopathischer Superhelden. Frank Miller schuf etwa zur gleichen Zeit The Dark Knight Returns, eine Geschichte um einen gealterten Batman, der aus dem Ruhestand zurückkehrt. Die Serie zeigte den Helden als getriebenen Wahnsinnigen, traumatisiert durch die Ermordung seiner Eltern vor seinen Augen und mit der Versuchung, die Gesellschaft gewaltsam nach seinem Willen zu formen.
Einige Kritiker glauben, dass diese Strömung dem Zeitgeist der 1980er Jahre entsprach. In dieser Zeit war eine Figur, die selbstlos für das Gute kämpfte, nicht mehr glaubwürdig genug; zerstörerische oder selbstzweiflerische Figuren boten hingegen ein neues Erzählmuster. Der Erfolg von Watchmen und The Dark Knight Returns führte zu einer Vielzahl von Nachahmungen; in den frühen 1990er Jahren waren Antihelden beinahe schon zur Regel geworden.
In den folgenden 1990er Jahren begann eine gegenläufige Strömung, die versuchte, die klassischen Superhelden wieder aufleben zu lassen. Titel wie Kurt Busieks Astro City und Alan Moores Tom Strong sind Beispiele für diese Rückbesinnung.

### Spekulationsblase der 1990er Jahre und Nachwirkungen („Modernes Zeitalter“)

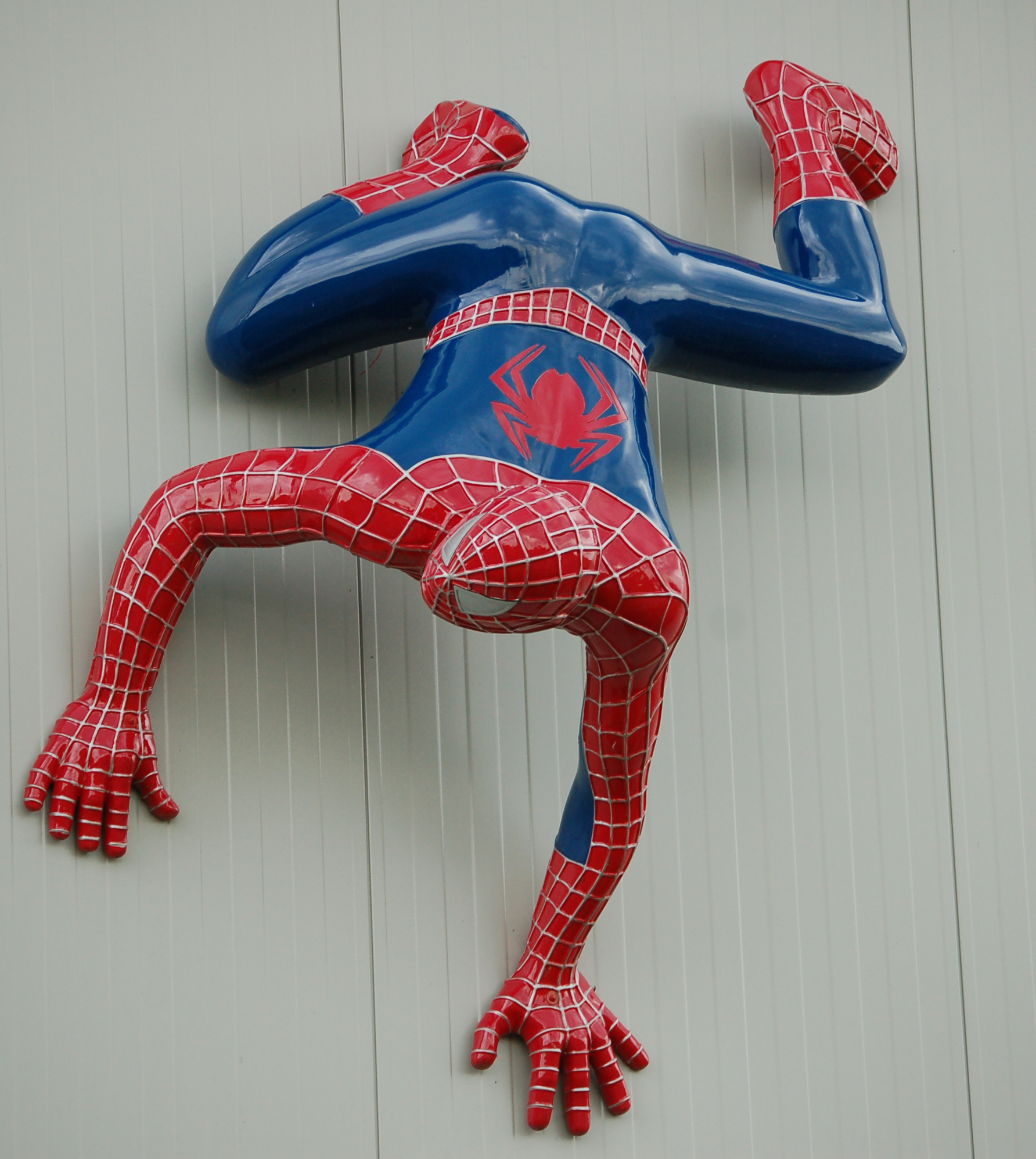
Spider-Man-Figur

Anders als bei den vorhergegangenen Zeitaltern der Superhelden gibt es für das moderne Zeitalter keinen genau definierten Startpunkt und auch keinen fest etablierten Begriff. Peter Coogan und Grant Morrison prägen in ihren Veröffentlichungen den Begriff „Renaissance Age“ und konstatieren eine Rückbesinnung auf die Helden des silbernen Zeitalters. Mark Voger verwendet den Begriff „Dark Age“ und bezieht sich damit auf die dunklen Themen und das vermehrte Auftreten von Antihelden. Der Begriff „Modernes Zeitalter“ wurde vor allem von Preiskatalogen geprägt, d. h. Sammelwerken, die den Wert eines Comics bestimmen.
Der Beginn des modernen Zeitalters zeigt noch deutliche Einflüsse des bronzenen Zeitalters, weswegen die Definition eines Startpunktes umstritten ist. In den frühen 90er-Jahren schufen Marvel und DC kaum neue Superhelden für fortlaufende Serien, es wurde stattdessen eher auf bewährte Figuren gesetzt. Viele der bekannten Helden wurden überarbeitet und neu inszeniert. Der Zeichner Todd McFarlane überarbeitete Spider-Man für Marvel und erzielte mit #1 der US-Reihe Spider-Man einen Rekordverkauf von 2,5 Millionen Exemplaren. DC verfolgte eine andere Strategie und beschloss, das DC-Multiversum zu beseitigen. Es entstand die zwölfteilige Serie Crisis on Infinite Earths, welche die Paralleluniversen vernichtete bzw. vereinte und das Continuity-Problem beendete, das neue Leser oft verwirrte. Das Erscheinen dieser Serie 1985 wird oft als Beginn des modernen Zeitalters gehandelt. Wiederum kann man den Beginn des neuen Zeitalters zwei Jahre später mit dem Erscheinen der ersten Ausgabe der post-crisis Gerechtigkeitsliga 1987 in Verbindung bringen. Auch der große Abgang vieler Zeichner von DC und Marvel zu dem neugegründeten Verlag Image Comics 1992 wird als Startpunkt des modernen Zeitalters angesehen.
Image Comics wurde 1992 von einer Gruppe früherer Marvel-Zeichner gegründet, darunter auch McFarlane. Die Zeichner waren verärgert darüber, dass sie die Rechte an den von ihnen entwickelten Figuren an die Verlage abgeben mussten und somit auch die Gewinne, die mit den erfolgreichen Figuren erzieht wurden, größtenteils an den Verlag gingen. Dank der Beliebtheit dieser Zeichner stieg der neue Verlag schnell zum größten Konkurrenten für Marvel und DC auf. Schöpfungen dieses Verlages sind Spawn, Witchblade, Savage Dragon, Gen¹³, WildC.A.T.s und Stormwatch. Die Rechte an den neuen Figuren blieben bei ihren Schöpfern, und ohne Einfluss durch die Redaktion eines etablierten Verlags wichen die Figuren von den üblichen Superheldenkonventionen ab. Die künstlerische Qualität dieser Comics ist bemerkenswert, auch wenn in einigen Fällen die Story darunter leidet. Dies störte die Fans jedoch nicht und die Verkaufszahlen waren gut. Um gegen Image Comics anzukommen, gestalteten Marvel und DC viele ihrer Figuren um und führten Ereignisse mit großer Tragweite durch. Über den vorläufigen Tod von Superman wurde auch in Tageszeitungen berichtet, Batman wurde in der Geschichte Der Sturz des Dunklen Ritters das Rückgrat gebrochen und Spider-Man kämpfte gegen seinen Klon.
Die Verkaufszahlen von Comics waren Anfang der 90er-Jahre höher als je zuvor, Variantcover und spezielle Ausgaben überfluteten den Markt und Spekulanten sahen Comics als Wertanlage. Diese Spekulationsblase führte zu Auswüchsen wie z. B. fünf Variantcovern von X-Men #1, einer neuen Serie des populären Teams, die mehrere Millionen Ausgaben verkaufte. Zu dieser Zeit drängten auch andere Verlage auf den Superheldenmarkt. Valiant Comics und Malibu Comics waren einige Jahre sehr erfolgreich, doch als der Spekulationsboom Mitte der 1990er Jahre abebbte, verloren viele dieser Verlage ihre Eigenständigkeit. Valiant wurde von Acclaim Entertainment gekauft, in Acclaim Comics umbenannt und schließlich aufgelöst, Malibu wurde von Marvel aufgekauft und ebenfalls bald eingestellt.
Während der 1990er-Jahre war die Vielfalt an Superheldenfiguren auch dank des großen Angebots so groß wie nie zuvor. Es gab starke weibliche Figuren wie Storm und Rogue und Afroamerikaner wie Bishop und Spawn. Zudem wurden auch die ersten homosexuellen Superhelden eingeführt, z. B. Marvels Northstar, Rainmaker von Gen¹³ sowie Apollo und Midnighter von The Authority.
In den ersten Jahren des neuen Jahrtausends setzte vor allem Marvel Comics einige neue Konzepte und Ansätze um, darunter Manga-inspirierte Superhelden und auf weibliche Leser zugeschnittene Serien. Dennoch fand größtenteils eine Rückbesinnung auf Bewährtes statt. Zwei der erfolgreicheren neuen Superhelden waren Venom, der als Gegner Spider-Mans begonnen hatte, und Cable, Anführer der X-Force, eines Ablegers der X-Men.
Eine neuere Entwicklung sind Superheldenfamilien und -freundeskreise wie in Die Unglaublichen, Sky High, Heroes und My Superhero Family. Ähnlich der X-Men-Serie sind kosmische Unfälle als Ursache der Kräfte im Rückgang und die menschlichen Schicksale stehen im Mittelpunkt. Auch die Maskierung von Superhelden ist im Laufe der Zeit immer weniger geworden, insbesondere in Verfilmungen; ein Beispiel hierfür ist Wolverine.
Das Medium Film wurde im modernen Zeitalter immer wichtiger. Durch die Weiterentwicklung der Computer-Generated-Imagery-Technik und weitere technische Innovationen konnten Superhelden und Superkräfte realistisch und glaubhaft dargestellt werden. Hollywood entdeckte das Potential des Superhelden-Genres und es wurden seit dem Ende der 90er Jahre eine Vielzahl von Superheldenfilmen produziert. Dabei bezogen sich die Filmemacher nicht nur auf Comicvorlagen. Im Pixar-Film Die Unglaublichen wurden zum ersten Mal Superhelden nur für den Film konzipiert.

## Verbreitung in den Medien und auf der Welt

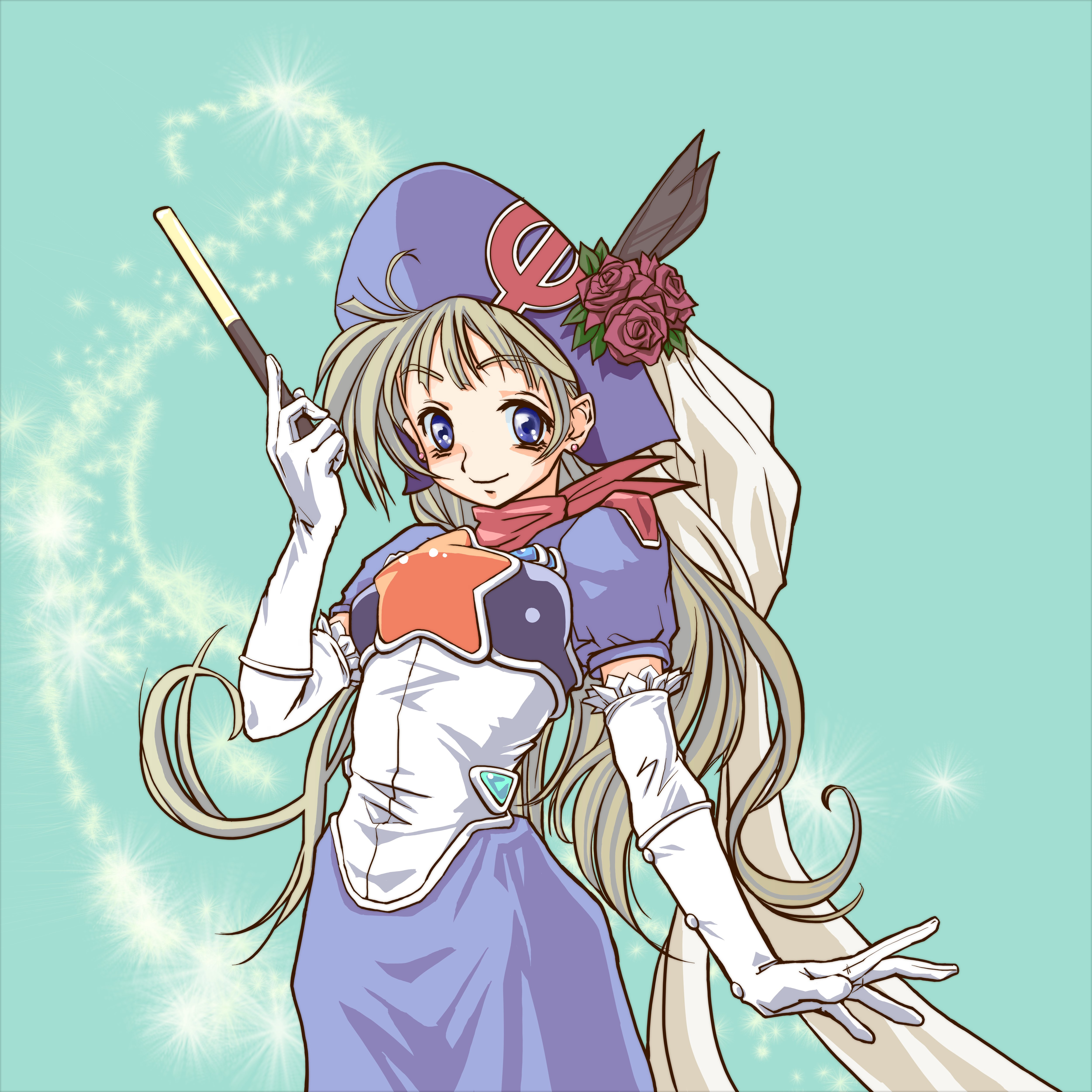
Magical Girl

Superheldengeschichten traten zuerst in Comicform auf und bilden in den USA einen wesentlichen Anteil der Comicproduktionen. Viele Geschichten wurden aber auch in Form von Hörspielen, Fernsehserien, Filmen und Computerspielen adaptiert.
Die beiden Verlage Marvel Comics und DC Comics sind die Marktführer in der US-amerikanischen Comicbranche. Ein Großteil der weltbekannten Superhelden befindet sich im Besitz der beiden Verlage, was gerade im Falle DCs auch oft durch Aufkäufe anderer Verlage geschah. Der englische Begriff „Super Heroes“ ist seit 1981 ein geschützter Markenname beider Verlage – ein seltener Fall, in dem zwei konkurrierende Firmen gemeinsam die Rechte an einer Marke besitzen. Bekannte DC-Superhelden sind etwa Superman, Batman und Wonder Woman, Marvel-Superhelden unter anderem Spider-Man, Captain America oder die X-Men. Dennoch gibt es auch Figuren, deren Geschichten in anderen Verlagen erscheinen oder in der Vergangenheit erschienen sind. Beispiele hierfür sind Captain Marvel (Fawcett Comics, seit 1972 zu DC gehörend), Spawn (Image Comics) und Hellboy (Dark Horse Comics).
Außeramerikanische Schöpfungen sind dagegen z. B. Cybersix aus Argentinien, Mikros aus Frankreich, Marvelman aus Großbritannien und diverse Manga-Figuren aus Japan (z. B. Sailor Moon und weitere Magical Girls sowie auch mehrere Figuren aus Shōnen-Manga wie z. B. Dragon Ball). Der in Frankreich erfundene Asterix ist wohl der einzige Held, der mindestens ebenso viele Großtaten und Erfolge vorzuweisen hat wie die klassischen Superhelden.
Im deutschsprachigen Raum gab es zwar in der Vergangenheit einige Versuche, eigene Superhelden zu etablieren, doch waren diese in jedem Fall erfolglos und wurden nach wenigen Heften wieder eingestellt. Die in Deutschland bekannten Superheldencomics sind daher unter Lizenz veröffentlichte Übersetzungen US-amerikanischer Comics und diverser Mangareihen.
Obwohl Superheldengeschichten als Untergenre von Fantasy und Science-Fiction gesehen werden, hat sich gezeigt, dass sie beinahe in jedem Genre heimisch sein können. Superheldencomics vereinen Einflüsse aus Horror, Komödie, Kriminalroman, Science-Fiction, Fantasy und anderen. Das Darstellen von Superhelden findet Ausdruck in Rollenspielen und Cosplay.

### Hörspiele
- Jan Tenner

### Musik
- Eminem: Superman (2003)
- Crash Test Dummies: Superman’s Song vom Album The Ghosts That Haunt Me
- Extrabreit: Superhelden von der LP Zurück aus der Zukunft
- Kinks: (Wish I Could Fly Like) Superman von der LP Low Budget
- Prince: Batdance vom Album Batman
- Grailknights: Metal-Band mit Superhelden-Image
- Spin Doctors: Jimmy Olsen's Blues vom Album Pocket Full Of Kryptonite
- maybebop: Superheld (2007)
- Fettes Brot: Spiderman und Ich vom Album Fettes Brot lässt grüssen (2003)
- Rob & Chris: Superheld (2009)
- Ramones: Spiderman (1995)
- Entombed: Wolverine Blues (1993)
- Lazlo Bane: I'm no Superman (2000)
- Samy Deluxe: Superheld (2010)
- Ohrbooten: Superman (2009)
- The Distillers: Spider-Man Theme (2004)
- 3 Doors Down: Kryptonite vom Album The Better Life (2000)

### Webcomics
Seit Mitte der 2000er Jahre erscheinen im Internet immer mehr professionell produzierte Comics über Superhelden (hauptsächlich auf Englisch). Diese sind meist als Fortsetzungsgeschichten angelegt und werden von ihren Machern in mehr oder weniger regelmäßigen Abständen um neue Seiten erweitert. Beispielhaft seien an dieser Stelle die folgenden Serien genannt:
- Johnny Saturn von Scott und Benita Story über die Abenteuer eines düsteren Martial-Arts-Straßenkämpfers und seine Zusammentreffen mit diversen anderen Superhelden und Schurken (seit 2004).
- Magellan von Stephen Crowley. Ein Webcomic über die Erlebnisse junger Studenten einer Superheldenakademie, die zu einer weltweit agierenden Superheldeneinsatztruppe gehört (seit 2004).
- Heroes Inc. von Scott E. Austin. Heroes Inc. präsentiert Public-Domain-Superhelden aus dem Golden Age der Comics in einem neuen, aktualisierten Gewand (seit 2009).
- Union der Helden von Arne Schulenberg und Jens Sundheim, ein professionell gemachter Fotocomic mit einer ernsthaften Geschichte über Superhelden im Ruhrgebiet einer parallelen Welt (seit 2008).

### Werbung
Bereits bekannte Superhelden werden durch Kooperationen zwischen dem jeweiligen Comic-Verlag und dem Produkthersteller häufig zu Werbezwecken verwendet. Auch durch Merchandising sollen die Superheldenfiguren weiter beworben werden.
Werden keine bereits bekannten Superhelden zum Bewerben des Produkts verwendet, kommt es ebenfalls vor, dass Heldenfiguren eigens dafür erfunden werden oder dass das Produkt selbst als Superheld dargestellt wird.

## Superhelden in der realen Welt
Inspiriert von den Comicsuperhelden entstand in den USA die Idee des Real Life Superhero. Ein Real Life Superhero verkleidet sich als Superheld und tut Dinge, die ein Superheld im realen Leben tun kann.

## Aktionstag
Seit 1995 werden Superhelden v. a. in den USA mit einem Aktionstag geehrt. Der 28. April ist dabei der landesweite National Superhero Day (dt. Tag der Superhelden).